# Likay
Likay (taj. ลิเก RTGS like) – tajska tradycyjna forma teatralna, rodzaj dramatu muzycznego, popularna do dziś zwłaszcza na obszarach wiejskich, ze względu na piękne stroje, wartką akcję, wątki komediowe, umiejętności improwizacyjne aktorów itd. Wywodzi się po części z lakhon nok, ale ma charakter zdecydowanie bardziej plebejski.